# 保德斯普林斯 (喬治亞州)
保德斯普林斯（英語：Powder Springs）是一個位於美國喬治亞州科布縣的城市。

## 地理
保德斯普林斯的座標為33°51′57″N 84°40′49″W / 33.86583°N 84.68028°W，而該地的平均海拔高度為288米（即945英尺）。

## 人口
根據2010年美國人口普查的數據，保德斯普林斯的面積為18.60平方千米，當中陸地面積為18.57平方千米，而水域面積為0.03平方千米。當地共有人口13940人，而人口密度為每平方千米749人。